# Taenaris meeki
Taenaris meeki is een vlinder uit de familie Nymphalidae. De wetenschappelijke naam van de soort is voor het eerst geldig gepubliceerd in 1916 door Lionel Walter Rothschild.